# NGC 4217
NGC 4217은 사냥개자리에 있는 나선 은하이다. M 106의 위성 은하이기도 하다.